# Schultzichthys bondi
Schultzichthys bondi är en fiskart som först beskrevs av Myers 1942.  Schultzichthys bondi ingår i släktet Schultzichthys och familjen Trichomycteridae. Inga underarter finns listade i Catalogue of Life.